# Thru-hiking
Thru-hiking è un termine inglese che indica il percorso da un capo all'altro di un sentiero escursionistico di lunga percorrenza. Il termine è più comunemente associato al Sentiero degli Appalachi (S.A.), ma si usa anche per altre escursioni e sentieri di lunga percorrenza, compresi il Pacific Crest Trail e il Continental Divide Trail negli Stati Uniti d'America o il Te Araroa in Nuova Zelanda. Il thru-hiking è chiamato anche end-to-end hiking o end-to-ending su alcuni sentieri, come il Long Trail del Vermont. Si parla invece di section hiking quando si vuole indicare l'escursione completa di un sentiero fatta percorrendo tutte le sue singole tratte, non in continuità o, necessariamente, in sequenza.

## Storia
Le origini del thru-hiking risalgono a molti anni fa negli Stati Uniti, quando il viaggio a piedi sulle lunghe distanze come mezzo di trasporto cominciò a fondersi con l'escursionismo per diletto personale e come modo per vedere il mondo.
Un famoso thru-hike riguarda la storia di Lillian Alling, una giovane immigrante russa di 27 anni che viveva a New York City, la quale, avendo avuto nostalgia di casa, decise di ritornare dalla sua famiglia in Russia. Mancandole i fondi, ma armata di una forte volontà, scelse di camminare le 12.000 miglia per la Russia, attraversando il Canada fino in Alaska. L'ultima volta fu vista mentre si preparava ad attraversare in nave lo Stretto di Bering per la Siberia.
Un thru-hiker di nome George W. Outerbridge completò l'escursione della prima sezione dell'SA appena completato nel 1939; il promotore del sentiero  Myron Avery aveva precedentemente proceduto a sezioni mentre segnava il sentiero.
Earl Shaffer è stato il primo ad aver compiuto pubblicamente un thru-hike dell'S.A. nel 1948. Una notizia del 1994 asserente che un gruppo di boy scout lo aveva fatto dodici anni prima non è mai stata adeguatamente documentata ed è considerata altamente sospetta nella maggior parte dei circoli escursionistici (vedi Sentiero degli Appalachi).
Numerosi thru-hikers hanno raggiunto una certa celebrità nella comunità del turismo con lo zaino. Forse la più famosa fu Emma "Nonna" Gatewood, che percorse per prima l'intero sentiero nel 1955 all'età di 67 anni, con quello che perfino a quel tempo era considerato un equipaggiamento estremamente inadeguato, comprese scarpe da ginnastica invece degli stivali e una coperta al posto del sacco a pelo; ella completò in seguito una seconda escursione completa e una intera escursione a sezioni ed è riconosciuta oggi come una pioniera del cosiddetto turismo con lo zaino ultraleggero.

## Oggi

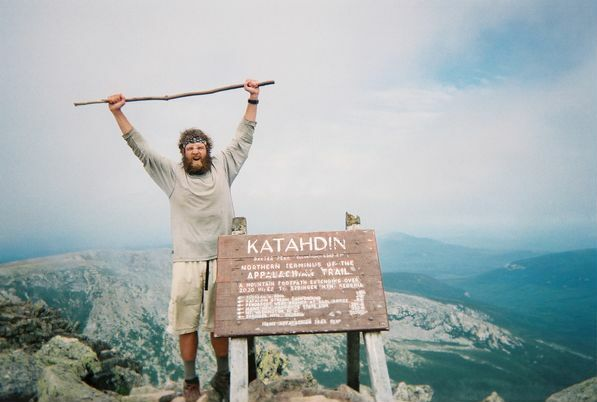
Un escursionista che ha appena completato il Sentiero degli Appalachi

Fare il thru-hiking di un sentiero è un viaggio lungo e difficile. Un'escursione completa dell'S.A., per esempio, richiede in media 6 mesi, coprendo 3.515,1 chilometri. I thru-hikers normalmente organizzano i rifornimenti per il viaggio con largo anticipo, e si fanno spedire pacchi da amici e parenti a fermate predeterminate lungo la strada, da ritirare fermoposta. Queste casse via posta sono denominate di solito "scatole di rifornimento".
Molte persone senza tempo o interesse per il thru-hiking scelgono invece di percorrere un sentiero con escursioni a sezioni, completandolo pezzo per pezzo, spesso nell'arco di molti anni.
Con l'ascesa del turismo con lo zaino negli Stati Uniti, le escursioni integrali sono diventate un'industria di minore importanza. Migliaia di escursionisti tentano ogni anno di percorrere l'intero S.A., sebbene in base ad alcune stime meno del 20% completino il sentiero. Grosso modo 150 percorrono da un capo all'altro il  (molto più corto) Long Trail, e circa 180 percorrono integralmente il Pacific Crest Trail, ogni anno. Alcuni devoti thru-hikers completano un sentiero più di una volta; circa 30 hanno riferito di aver fatto l'escursione dell'S.A. almeno tre volte. Lee Barry divenne il più vecchio a percorrere integralmente l'S.A. quando completò un thru-hike (il suo secondo) nel 2004 all'età di 81 anni.
L'Appalachian Trail Conservancy ha riportato tassi di completamento intorno al 25% negli anni recenti, dopo parecchi anni sotto il 20%. Essi attribuiscono questo ai numeri leggermente inferiori di escursionisti, all'equipaggiamento migliore e, grazie a internet, alla maggior quantità di informazioni sull'attrezzatura; facendo sì che meno escursionisti partano con zaini da 27-36 chilogrammi e abbandonino dopo pochi chilometri dalla partenza.